# (26845) 1992 AG
(26845) 1992 AG est un astéroïde de la ceinture principale d'astéroïdes de 5,247 km de diamètre découvert en 1992.

## Description
(26845) 1992 AG a été découvert le 1er janvier 1992 à Okutama au Japon par Tsutomu Hioki et Shūji Hayakawa.

### Caractéristiques orbitales
L'orbite de cet astéroïde est caractérisée par un demi-grand axe de 2,38 UA, un périhélie de 1,81 UA, une excentricité de 0,24 et une inclinaison de 27,17° par rapport à l'écliptique. Du fait de ces caractéristiques, à savoir un demi-grand axe compris entre 2 et 3,2 UA et un périhélie supérieur à 1,666 UA, il est classé, selon la JPL Small-Body Database, comme objet de la ceinture principale d'astéroïdes.

### Caractéristiques physiques
(26845) 1992 AG a une magnitude absolue (H) de 13,7 et un albédo estimé à 0,254, ce qui permet de calculer un diamètre de 5,247 km.Ces résultats ont été obtenus grâce aux observations du Wide-Field Infrared Survey Explorer (WISE), un télescope spatial américain mis en orbite en 2009 et observant l'ensemble du ciel dans l'infrarouge, et publiés en 2015 dans un article présentant les résultats concernant 7 956 astéroïdes.